# カルロス・メサ・ヒスベルト
カルロス・メサ・ヒスベルト（カルロス・ディエゴ・メサ・ヒスベルト : Carlos Diego Mesa Gisbert : 1953年8月12日 - ）は、ボリビア第78代大統領。政治家。アメリカ合衆国のワシントンDCに拠点を置くシンクタンク、IADのメンバーとなっている。

## 経歴
2003年10月17日に中道右派政党、民族革命運動党の支援を受けて大統領に着任。それ以前は前大統領であるゴンサロ・サンチェス・デ・ロサダの下で副大統領を務めていたが、「ボリビアガス紛争」と呼ばれる激しい紛争によりサンチェス・デ・ロサダが辞任及び亡命したことにより着任した。同紛争の再燃により2005年6月6日に辞任。副大統領職は2002年8月6日から務め、国会の議長も務めていた。
政治の世界に入る前は、歴史学者であり、ラジオ・テレビ・新聞のジャーナリストとして活躍していた。ボリビア歴史学会の会員でもある。
政治分野の経験の少なさにもかかわらず、サンチェス・デ・ロサダ政権下でメサは急激に頭角を現した。2003年9月には国連総会に招かれ、そこで次の演説を行なっている。
貧民による正当な圧力によって、ボリビアの民主主義は危ういものとなりつつある。私たちは経済成長ができないし、健康的な生活を送る事ができるのは少数で、大多数の人たちは静かに辛抱強くしていなければいけない。私たち貧しい国は、しかるべき条件で我々の生産物が先進国の市場に認められる事を要求するのである。
ガスの問題が深刻化するにつれ、抗議行動に対する政府の横暴な鎮圧のやり方（約50名の死者が出たといわれる）にメサは疑問を感じるようになっていった。サンチェス・デ・ロサダが辞任する数日前には、メサはサンチェスの援護をあきらめ、「私はもう私たちが進んできた道を支え続ける事はできない」と述べるに至った。これは、メサがサンチェスの後任の大統領になる道を開くという狙いがあったためであろう。かくしてメサは国の最高権力への切符を手にした。
2004年1月13日、メサはアメリカ合衆国大統領ジョージ・ブッシュとメキシコで会談している。
ボリビアの次の大統領選挙は2007年に予定されていたが、メサは彼の着任が暫定的なものであり、サンチェス・デ・ロサダ政権の任期いっぱいまで務めるつもりは無いことを早々に表明した。しかし、結果としては彼は任期を全うする決意を固めた。
メサはガス問題に関する国民投票を行なう事も約束したが、投票の項目に難解な言葉を使って国民を迷わせる結果となってしまった。
2004年3月に、メサはボリビア政府が国内各所や在外ボリビア大使館で集会を開き、1884年に太平洋戦争で失った海に抜ける領土を返還するようにチリに働きかけると表明した。チリはこれを拒否しているが、メサはこれを政策の中心に据えている。
国内の暴動を受け、メサは議会に対し自身の辞任を申し入れた（2005年3月7日）が、議会は翌日満場一致でこれを否決した。
2005年6月6日、再度辞任を申し出、今度は受理されたため大統領職を辞した。辞任に至る経過については第2次ボリビアガス紛争を参照。
2019年に行われた大統領選挙に出馬するが、一時中断された開票作業の再開後に現職のエボ・モラレスの得票が伸びるなど、開票作業に不審な点が認められるなどした結果、得票率36.51％で敗退した。カルロス・メサ支持者が開票結果に不服として投票所に放火するなどして暴徒化した。モラレスの亡命を受け執行された2020年10月18日の大統領選挙に出馬したが出口調査の時点で野党のルイス・アルセ元経済・財務大臣が優勢となり、最終結果が出ていない時点で勝利を宣言。カルロス・メサは敗北を認めた。

## 著作など
- Cine boliviano, del realizador al crítico（ボリビア映画、制作者から批判者へ）（共著、1979年）
- El cine boliviano según Luis Espinal（ルイス・エスピナルによるボリビア映画）（1982年）
- Presidentes de Bolivia: entre urnas y fusiles（ボリビアの大統領：投票箱と銃のはざま）（1983年）
- Manual de historia de Bolivia（ボリビアの歴史解説）（共著、1983年）
- La aventura del cine boliviano 1952-1985（ボリビア映画の挑戦 1952-1985）（1985年）
- Un debate entre gitanos（ジプシーたちの論争）（1991年）
- De Cerca, una década de conversaciones en democracia（付近から - 民主主義の対話の10年）（1993年）
- La epopeya del fútbol boliviano（ボリビアサッカーの叙事詩）（1994年）
- Territorios de libertad（自由の領域）（1995年）
- La espada en la palabra（言葉の剣）（2000年）